# Gornje Retje
Gornje Retje este o localitate din comuna Velike Lašče, Slovenia, cu o populație de 21 de locuitori.